# Rock Bottom Remainders
Rock Bottom Remainders , también conocidos como The Remainders, fue un supergrupo de caridad de rock estadounidense formado por escritores populares, la mayoría de ellos también músicos aficionados. La banda tomó su nombre del término "remaindered book" (libro remanente), un término para los libros que ya no se venden bien y cuyas copias restantes sin vender son liquidadas por el editor a precios muy reducidos.
Los miembros de la banda incluyen a Dave Barry, Ridley Pearson, Stephen King, Scott Turow, Amy Tan, Joel Selvin, James McBride, Mitch Albom, Roy Blount Jr., Barbara Kingsolver, Robert Fulghum, Matt Groening, Kathi Kamen Goldmark, Tad Bartimus y Greg Iles. Los miembros colaboraron para publicar un libro acerca de la banda titulado Mid-Life Confidential.
La fundadora Kathi Kamen Goldmark murió el 24 de mayo de 2012 y el grupo se disolvió un mes después, luego de un concierto conmemorativo en su honor.

## Historia
Rock Bottom Remainders fue fundada por Kathi Kamen Goldmark en 1992. Kathi fue escritora, promotora editorial, columnista, músico, compositora, productora musical y de radio. Por su labor como promotora y productora, conocía a muchos autores prolíficos, entre los que estaban los componentes de Rock Bottom Remainders. 
Su primer actuación fue en 1992 en la convención de la American Booksellers Association en Anaheim, California. Una reseña del concierto en The Washington Post se refirió a él como "el debut musical más promocionado desde The Monkees".
También tocaron en la apertura del Salón de la Fama del Rock en Cleveland en 1995.

## Conciertos
- 1992, Anaheim: Convención de la American Booksellers Association
- 1995, Cleveland: Apertura del Salón de la Fama del Rock
- 1993, Gira 'Three Chords and an Attitude' - 6 fechas en la Costa Este de EE. UU.
- 1997, Miami: Una versión de la banda con Barry, Albom, Pearson y Warren Zevon en la Feria del Libro de Miami
- 2012, Anaheim: Convención de la  American Library Association
- 2002, Miami: Afuera del American Airlines Arena antes del concierto de Bruce Springsteen & the E Street Band durante la gira The Rising

## Invitados
- Bruce Springsteen
- Roger McGuinn
- Josh Kelly
- Néstor Torres
- Erasmo Paolo
- Sam Barry (hermano de Dave)
- Warren Zevon

## Covers de canciones
- "Chain of Fools"
- "Louie Louie" (Matt Groening dijo que él usa interpretaciones "explícitas" de las letras)
- "Stand By Me" de  Ben E. King
- "Runaway" de Del Shannon
- "These boots are made for walkin'"
- "If the house is a rockin'..."
- "Gloria"
- "You can't judge a book by its cover"
- "You Ain't Goin' Nowhere"
- "Wild Thing"
- "In the Midnight Hour" de The Jam (The Rock Bottom Remainders tocaron esta canción durante una aparición en The late late show con Craig Ferguson. El animador Craig Ferguson -autor del best-seller Between the bridge and the river- tocó la batería. Justo antes de la presentación, él bromeó diciendo "la única razón que me llevó a escribir un libro fue para poder tocar en esta banda". Dave Barry fue también el primer invitado en el show.

## Discografía
En 1998 salió el álbum Stranger than Fiction del sello "Don't Quit Your Day Job" de Kathi Kamen Goldmark. Este álbum es de una rama de Rock Bottom Remainders, también conocidos como The Wrockers ("escritor" + "rockero").
Los artistas de Stranger Than Fiction incluyen no solo a muchos de los Remainders, sino también a críticos literarios, de rock y cine.